# فینال لیگ اروپا ۲۰۱۲
فینال لیگ اروپا ۲۰۱۲، رقابت پایانی لیگ اروپا در سال ۲۰۱۲ میلادی است که بین دو تیم اتلتیکو مادرید و اتلتیک بیلبائو برگزار شده‌است.
این مسابقه که در تاریخ ۹ مه ۲۰۱۲ انجام شده‌است با نتیجه ۳ بر ۰ به سود تیم اتلتیکو مادرید به پایان رسید.